# إدوارد هاوس
ادوارد هاوس (بالإنجليزية: Edward M. House) (و. 1858 – 1938 م) هو دبلوماسي من الولايات المتحدة الأمريكية ولد في هيوستن، تكساس.
وهو عضو في الحزب الديمقراطي الأمريكي .

## التعليم
تعلم في جامعة كورنيل.

## روابط خارجية
- إدوارد هاوس على موقع الموسوعة البريطانية (الإنجليزية)
- إدوارد هاوس على موقع إن إن دي بي (الإنجليزية)